# Медаль Лоренца
Медаль Лоренца — нагорода, яку Королівська академія мистецтв та наук Нідерландів присуджує кожних чотири роки науковцям в галузі теоретичної фізики. Її було встановлено 1925 року з нагоди 50-ї річниці докторату Гендріка Лоренца. В окремих випадках нагороду отримували також фізики-експериментатори. Багатьом лауреатам згодом була присуджена Нобелівська премія.
Медаль Лоренца присуджують щочотирироки досліднику, котрий зробив значний внесок у розвиток теоретичної фізики. Лауреат отримує медаль із вигравіруваним зображенням Гендріка Антона Лоренца. Церемонія нагородження відбудеться на симпозіумі з питань наукових досліджень лауреата.

## Нагороджені
| Рік  | Науковець                  |
| ---- | -------------------------- |
| 2022 | Даан Френкель              |
| 2018 | Хуан Малдасена             |
| 2014 | Майкл Беррі                |
| 2010 | Едвард Віттен              |
| 2006 | Лео Каданофф               |
| 2002 | Франк Вільчек              |
| 1998 | Карл Віман та Ерік Корнелл |
| 1994 | Олександр Поляков          |
| 1990 | П'єр-Жиль де Жен           |
| 1986 | Герард 'т Гофт             |
| 1982 | Анатоль Абраґам            |
| 1978 | Ніколас Бломберген         |
| 1974 | Джон Ван Флек              |
| 1970 | Джордж Уленбек             |
| 1966 | Фрімен Дайсон              |
| 1962 | Рудольф Паєрлс             |
| 1958 | Ларс Онсагер               |
| 1953 | Фріц Лондон                |
| 1947 | Гендрік Крамерс            |
| 1939 | Арнольд Зоммерфельд        |
| 1935 | Петер Дебай                |
| 1931 | Вольфганг Паулі            |
| 1927 | Макс Планк                 |

## Зовнішні посилання
- Lorentz Medal page at the Instituut-Lorentz [Архівовано 5 вересня 2015 у Wayback Machine.]